# هاشیموتو سانای
هاشیموتو سانای (به ژاپنی: 橋本左内 Sanai Hashimoto); ۱۹ آوریل ۱۸۳۴ – ۱ نوامبر ۱۸۵۹) سامورایی اهل ژاپن بود. در پی تصفیه آنسی به علت مخالفت با سیاست‌های خارجی ژاپن سربریده شد.